# Ванцина
Ванцина (рум. Vanţina) — село в Молдові у Сороцькому районі. Входить до складу комуни, центром якої є село Пирлиця.

## Історія
За даними етнографічної експедиції 1869—1870 років під керівництвом Павла Чубинського, у селі здебільшого проживали українці, населення розмовляло лише українською мовою.